# Copa Norte
La Copa Norte era una competizione calcistica a cui partecipavano le squadre della regione nord del Brasile.

## Storia
Dal 1997 al 1999, il vincitore della Copa Norte si aggiudicava l'accesso alla Coppa CONMEBOL.
Dal 2000 al 2002, il vincitore della Copa Norte si aggiudicava l'accesso alla Copa dos Campeões.

## Titoli per squadra
| Squadra         | Stato    | Titoli |
| --------------- | -------- | ------ |
| São Raimundo-AM | Amazonas | 3      |
| Paysandu        | Pará     | 1      |
| Rio Branco-AC   | Acre     | 1      |
| Sampaio Corrêa  | Maranhão | 1      |

## Titoli per stato
| Stato    | Titoli |
| -------- | ------ |
| Amazonas | 3      |
| Acre     | 1      |
| Maranhão | 1      |
| Pará     | 1      |